# Pastora Base Ball Club
No confundir con Pastora de Occidente y Pastora de Los Llanos
Pastora Base Ball Club, más conocido como Pastora, fue un equipo de béisbol venezolano.
Pastora, es un nombre que tiene sus raíces a mediados de siglo, cuando en el estado Zulia, en el marco del béisbol, existía la rivalidad entre el Gavilanes y el Pastora (llamado así debido al patrocinador del elenco, una conocida marca de leche). Desapareció del panorama beisbolístico para retornar en los noventa, luego de que el nombre de Petroleros de Cabimas, fuese cambiado.
1953-1954: Campeones.
1957-1958: Existen dos Ligas: Central con Valencia, Oriente, Caracas y Pampero; Occidental con Rapiños, Pastora, Cabimas, Centauro. En un primer play off se enfrentan Valencia, Rapiños, Pastora y Oriente y en el segundo lo hacen Valencia, Rapiños y Pastora. Valencia se titula en final ante Rapiños 4-0.
1958-1959: Se repite la fórmula anterior con Gavilanes como el cuarto representante de la División Occidental y los mismos nombres en la Central. En la semifinal ven acción Rapiños, Oriente, Valencia y Pastora. La final es protagonizada por Oriente y Rapiños que sucumben 3-4.
1959-1960 Caracas, Valencia, Pampero y Oriente ven amputada la campaña por la huelga de peloteros que estalló el 24 de diciembre de 1959.
1960-1961: Vuelve la modalidad de la Liga Central con Valencia, Oriente, Pampero y Caracas; la Occidental con Rapiños, Pastora y Maracaibo que no concluye el campeonato. Valencia y Oriente se ven las caras en una semifinal para que los Industriales dieran cuenta de Rapiños en la final 3-1.